# Holothuria glaberrima
Holothuria glaberrima е вид морска краставица от семейство Holothuriidae. Видът не е застрашен от изчезване.

## Разпространение и местообитание
Разпространен е в Американски Вирджински острови, Ангуила, Антигуа и Барбуда, Бахамски острови, Белиз, Британски Вирджински острови, Венецуела, Гваделупа, Гватемала, Гренада, Доминика, Доминиканска република, Кайманови острови, Колумбия, Куба, Мартиника, Мексико, Монсерат, Панама, Пуерто Рико, САЩ, Сейнт Винсент и Гренадини, Сейнт Китс и Невис, Сейнт Лусия, Сен Бартелми, Търкс и Кайкос, Хаити, Хондурас и Ямайка.
Обитава крайбрежията на заливи.